# Teatro Autonomo di Roma
Teatro Autonomo di Roma è una compagnia teatrale

## Storia
La compagnia teatrale del Teatro Autonomo di Roma è stata una delle protagoniste della grande stagione del teatro d'avanguardia in Italia a partire dagli anni settanta. Fondata dal regista e pittore argentino Silvio Benedetto e da Alida Giardina attrice, autrice e regista teatrale, la compagnia a cui si unisce Olga Macaluso attrice, pittrice e cantante, gli attori storici Massimo Verdastro, Carlos Valles, Gilberto Vitali, Maurizio Mosetti e la fotografa Luisa Racanelli, si configurerà come una delle realtà più stimolanti e rappresentative della scena italiana di quegli anni, insieme a Leo De Berardinis, Perla Peragallo, Giancarlo Nanni, Manuela Kustermann, Gianfranco Varetto, Giuliano Vasilicò, Remondi e Caporossi, Pippo Di Marca, Memè Perlini e Antonello Aglioti e altri indimenticabili artisti. "Le Progrès" di Parigi scrive:"...Le Teatro Autonomo di Roma a mise en scene des spectacles qui ont représenté des moment clefs dans le développement du théâtre de recherche en Italie...".
Nello stesso anno Alida Giardina e Silvio Benedetto organizzano la prima edizione del Festival di Teatro Internazionale nelle Cinque Terre; alla prima edizione del Festival, finanziato dal Ministero dello Spettacolo e dalla regione Liguria, partecipano tra altri Rafael Alberti, Leonardo Sciascia, Eduardo De Filippo e Dacia Maraini.
Alida Giardina e Silvio Benedetto 'costruiscono' i loro spettacoli sconvolgendo sempre il rapporto attore-spettatore e gli spazi che li accolgono, siano essi tradizionali (il Teatro alla Ringhiera, il Teatro in Trastevere, il Teatro Politecnico a Roma), siano essi spazi monumentali come il Palazzo dei Consoli a Gubbio, il Chiostro di Monreale, il Teatro Bibiena di Mantova, l'Alhambra di Granada, Villa Medici a Roma, il Castello di Ventimiglia di Castelbuono, il Teatro Greco o il Palazzo Incorvaia di Taormina, siano essi, infine "teatrabili" come lo Chateaubriand di Roma o Jules Ferry di Parigi, cave di pietra, hotel, fornaci, pullman.  
Tanti gli allestimenti in un luogo, in quegli anni "rivoluzionario": il loro appartamento. "Del tutto peculiare l'operazione condotta dal pittore argentino Silvio Benedetto insieme ad Alida Giardina (Teatro Autonomo di Roma), con il 'teatro negli appartamenti'... svolta nell'effettiva abitazione romana al n 6 di Via Degli Scialoja. Il teatro si svolge, senza soluzione di continuità dal marciapiedi davanti al portone d'ingresso, chiuso -dove si ritrova il piccolo drappello degli spettatori che hanno prenotato per la serata -all'ascensore e nell'appartamento. Si può essere condotti da un'infermiera (Amleto, Edipo e follia, giugno 1979) o da una suora (Santa Teresa d'Avila, gennaio 1981)... diventiamo parte del gioco: attori e spettatori si confondono. Il risultato è una sorta di originalissimo teatro psicoanalitico".  
Nel 1982 la Santa Teresa d'Avila messa in scena nell'appartamento, tra tanti spettacoli della scena teatrale di quegli anni, viene invitato al Festival di Teatro Internazionale a Parigi "Les Interieurs" prima edizione. Scrive L'Espresso: "Parigi ha tenuto a battesimo questa singolare manifestazione. Gli spettacoli si svolgono nelle case offerte dai proprietari... Nella residenza di due venditori di industrie chimiche, sfruttando la specificità delle funzioni di ogni stanza,  Alida Giardina e Silvio Benedetto ripropongono Santa Teresa d'Avila che ricostruisce l'atmosfera e gli ambienti della loro casa a Roma, dove lo spettacolo è già stato presentato la scorsa stagione...".     La relazione con la Francia si consolida negli anni seguenti con la coproduzione di spettacoli come il Macbeth o Poi venne l'intelletto... o con la messa in scena di testi di autori francesi come Roberta stasera di Klossowski o La notte di Madame Lucienne (rappresentata per la prima volta in Italia) di Copi, messa in scena al Teatro Politecnico di Roma perché così esigeva la pièce, una piece ambientata in un teatro, secondo l'idea, consolidata negli anni, che ogni testo debba vivere in un suo spazio, lo spazio che il testo richiede (è il caso appunto de La notte di Madame Lucienne succitata, di Racconti Medievali al Castello di Ventimiglia o de Il tango della Morte all'Alhambra di Granada).   

## Teatro
- Una donna spezzata di Simone de Beauvoir (trad. e ad. di Alida Giardina), Teatro Comunale di Lecco, Teatro alla Ringhiera, Roma e I^ ed. Festival Internazionale di Teatro delle Cinque Terre, 1975
- Ecuba da Euripide (ad. di Alida Giardina) regia di Silvio Benedetto, II° ed. Festival Internazionale di Teatro delle Cinque Terre, 1976
- La nave dei pazzi (La scuola dei buffoni – Escuriale), di Michel de Ghelderode, regia di Silvio Benedetto, 1977
- Il Signor X di Michele Perriera, regia di Silvio Benedetto, Teatro in Trastevere,  1977
- Escurial-La scuola dei Buffoni, adattamento da Michel de Ghelderode, regia di Silvio Benedetto, Anfiteatro di Luni, Teatro Spazio Uno di Roma, III^ ed. Festival Internazionale Teatro delle Cinque Terre, 1977
- Viaggio nel paese dei Tarahumara -adattamento da Artaud-, regia di Silvio Benedetto, Antica Fornace di Roma, 1978
- I Ciechi adattamento da Michel de Ghelderode, regia di Silvio Benedetto, Teatro del Vicolo, Palermo, 1978
- Sir Halewijn di Michel de Ghelderode, regia di Silvio Benedetto, IV^ ed. del Festival Int. del Teatro delle Cinque Terre, 1978
- Edipo e follìa, regia di Silvio Benedetto, Teatro del Vicolo di Palermo, 1978
- Concerto per un Orango, regia di Silvio Benedetto, Teatro in Trastevere, Roma, 1978
- El tango de la muerte, di Alida Giardina e Silvio Benedetto, Teatro in Trastevere, Roma, 1978
- Sir Halewijn decapitato da Purmelande contessa d'Ostrelande, ad. di Alida Giardina da Michel de Ghelderode, regia di Alida Giardina  e Silvio Benedetto, Teatro in Trastevere, Roma, 1979
- Amleto, Edipo e follia, di Alida Giardina e Silvio Benedetto, Teatro negli Appartamenti, Roma, 1979
- Io, Marylin Monroe di Alida Giardina, regia di Silvio Benedetto, Teatro in Trastevere di Roma, 1979
- Giovanna D'Arco, testo e regia di Silvio Benedetto, Teatro in Trastevere, Roma 1980
- Lucrezia Borgia di Alida Giardina e Silvio Benedetto, Festival di Taormina, Anfiteatro e Palazzo Incorvaia di Taormina, 1980
- -Messalina da Alfred Jarry ad. di Alida Giardina e Silvio Benedetto, regia di Silvio Benedetto, Teatro in Trastevere, Roma, 1980
- -Santa Teresa d'Avila da 'Libro de mi vida', ad. di Alida Giardina e regia di Silvio Benedetto, Teatro negli Appartamenti, Roma e  successivamente Festival Internazionale di Teatro 'Les Interieurs', I^ ed. TCE Parigi, 1980
- Il Diavolo di Alida Giardina e Silvio Benedetto, dal Teatro in Trastevere in itinere fino al Teatro negli Appartamenti, Roma, 1981
- Poker con Calamity Jane di Alida Giardina, regia di Silvio Benedetto, Teatro in Trastevere, Roma, 1981
- Racconti Medievali di Alida Giardina e Silvio Benedetto, da Ghelderode, regia di Silvio Benedetto, Piazza Pretoria, Palermo, 1982
- II tango della Morte di Alida Giardina e Silvio Benedetto, da Ghelderode, regia di Silvio Benedetto, Festival Internazionale di Teatro, Alhambra di Granada (Spagna), 1983
- Roberta stasera di Klossowski di Alida Giardina e Silvio Benedetto da 'Le leggi dell'Ospitalità' di Klossowski, regia di Silvio  Benedetto, Teatro negli Appartamenti, Roma, 1983
- Poi venne l'intelletto..., testi di vari autori, regia di Silvio Benedetto, Iº Festival Internazionale di Teatro "Memoires de Lycées  et Collèges", Parigi dicembre 1983 e successivamente allo Chateaubriand di Roma, marzo 1984
- Macbeth, da Shakespeare regia di Silvio Benedetto e Alida Giardina, IIº Festival Internazionale di Teatro "Memoires de Lycées et  Collèges", V. Duruy, Parigi e successivamente -con la collaborazione del Ministero della Cultura francese- a Villa Medici sede dell'Accademia di Francia in Roma, 1985
- La notte di Madame Lucienne di Copi, regia di Silvio Benedetto, Teatro Politecnico, Roma, 1986
- La Visita, regia di Silvio Benedetto, III° Festival Internazionale di Teatro "Memoires de Lycées et Collèges", Parigi, 1987 e  successivamente (coprod. TCE) al I° Festival Italien en Normandie, Fecamp, Normandia, 1988
- La Piramide di Copi, regia di Silvio Benedetto, Teatro Politecnico, Roma, 1989
- La scomparsa di Madame Lucienne da Copi, regia di Silvio Benedetto, Teatro Politecnico, Roma, 1990
- La Visita, regia di Silvio Benedetto, Theatre Creation-Espace, Parigi, Francia, 1993